# Mathias Mester
Mathias „Matze“ Mester (* 15. September 1986 in Münster) ist ein ehemaliger deutscher Leichtathlet der Wurfdisziplinen im Behindertensport der Startklasse F41 (Kleinwüchsige Athleten). Seine Paradedisziplin ist der Speerwurf. Bei den Paralympischen Spielen 2008 in Peking holte er Silber im Kugelstoßen. In den Jahren 2006, 2009 und 2013 war Mester IPC-Weltmeister im Speerwurf.

## Berufsweg
2007 begann Mester eine Ausbildung zum Bürokaufmann, die er später abschloss. Außerdem absolvierte er eine zweite Ausbildung zum Bauzeichner.

## Sportliche Karriere
Mathias Mester spielte zunächst Fußball in der Kreisliga. Bei einem Hobbyturnier wurde er von seinem ehemaligen Heimtrainer gefragt, ob er nicht Lust hätte, an einem Leichtathletik-Probetraining bei Bayer 04 Leverkusen mitzumachen. Dort traf Mester zum ersten Mal Steffi Nerius, die feststellte, dass er „ganz schön Zug im Arm“ habe. Zunächst wurde er vom ehemaligen Leverkusener Trainer Herbert Hessel in seinem Heimatort Coesfeld betreut und trainierte parallel am Wochenende bei Steffi Nerius, um dann 2006 ganz ins Rheinland zu wechseln.
Im Alter von 18 Jahren wurde Mester am 13. und 14. August 2005 in Berlin jeweils Internationaler Deutscher Meister (IDM) im Kugelstoßen, Diskus- und Speerwurf. Auch in den folgenden Jahren holte er im Freien in diesen Disziplinen zahlreiche Meistertitel wie auch bei den Internationalen Deutschen Hallenmeisterschaften mit Winterwurf. International wurde er 2006 in Dublin IWAS U23-Weltmeisterschaften im Kugelstoßen, Diskus- und Speerwurf. Beim Speerwurf stellte er mit 35,49 m einen Weltrekord auf. Zwei Monate später wurde Mester mit Meisterschaftsrekord von 34,00 m in Assen IPC-Weltmeister im Speerwurf. 2007 siegte er bei den IDM in Singen im Diskuswurf mit Weltrekord von 30,76 m. Mester ist der erste Kleinwüchsige, der im Diskuswurf die 30-Meter-Marke übertraf. Bei den IWAS World Games in Taipeh holte Mester wieder drei Goldmedaillen in seinen Disziplinen, davon mit Weltrekord beim Kugelstoßen (10,46 m) und beim Diskuswurf (31,34 m).
Bei den Sommer-Paralympics 2008 in Peking gewann Mathias Mester die Silbermedaille im Kugelstoßen. Er konnte beim Diskus- und Speerwurf nicht antreten, da diese Disziplinen aus dem paralympischen Programm gestrichen worden waren. 2009 schleuderte er bei den IDM in Sindelfingen den Speer auf die Weltrekordweite von 38,58 m. Ende November verteidigte Mester bei den IWAS World Games in Bangalore seinen Titel im Diskuswurf mit einer Weite von 30,74 m und siegte im Speerwurf mit neuer Weltrekordweite von 40,69 m und übertraf als erster Kleinwüchsiger die 40-Meter-Marke. 2010 verletzte sich Mester im März am Rücken und musste sich später operieren lassen. 2012 wurde er mit dem Speer in Stadskanaal IPC-Europameister und kam bei den Paralympischen Spielen in London auf den 7. Platz.
Am 22. Juli 2013 gewann Mester bei den IPC-Weltmeisterschaften in Lyon die Goldmedaille im Speerwurf. Mit einer Weite von 41,26 m blieb er im zweiten Versuch nur 41 Zentimeter unter seinem zehn Tage zuvor in Leverkusen aufgestellten Europarekord. 2014 siegte er bei den IPC-Europameisterschaften in Swansea im Speerwurf. 2015 verhinderte eine Knieverletzung seine Teilnahme an den IPC-Weltmeisterschaften in Doha.
2016 wurde Mester beim Speerwurf IPC-Vizeeuropameister und belegte bei den Paralympischen Spielen in Rio de Janeiro den 5. Platz. 2017 belegte er mit 40,54 m bei den IPC-Weltmeisterschaften in London den 3. Platz im Speerwurf. 2018 sowie 2021 wurde Mester mit dem Speer Europameister.
Im Juni 2021 verkündete Mathias Mester wenige Tage nach seinem Sieg bei den Para-Europameisterschaften aufgrund fortdauernder gesundheitlicher Probleme das Ende seiner sportlichen Laufbahn und verzichtete mithin auch auf die Teilnahme an den kurz bevorstehenden Paralympischen Spielen in Tokio.
Im Jahr 2022 nahm er an der RTL-Sendung Let’s Dance teil und belegte mit Renata Lusin den dritten Platz.

## Vereinszugehörigkeiten
Seit Anfang 2013 startet Mester für den 1. FC Kaiserslautern, zu dem er vom TSV Bayer 04 Leverkusen kam, wo er von Steffi Nerius trainiert wurde. Bis 2006 war Mester bei der DJK Eintracht Coesfeld.

## Auszeichnungen
Bereits 2007 gewann Mathias Mester auf lokaler Ebene den Sportmedienpreis des Kreises Coesfeld. Im gleichen Jahr wurde er zum Behindertensportler des Jahres 2007 gewählt. 2008 erhielt er das Silberne Lorbeerblatt, die höchste sportliche Auszeichnung in Deutschland, aus der Hand des damaligen Bundespräsidenten Horst Köhler. Vom Land Nordrhein-Westfalen wurde er zur „Sportpersönlichkeit 2008 im Behindertensport“ ausgerufen.
2020 initiierte Mester zur Überbrückung der wettkampflosen Zeit während der COVID-19-Pandemie und der Verschiebung der Sommer-Paralympics 2020 auf 2021 die Parantänischen Spiele 2020, einer 14-täglichen Serie sportlich-spaßiger „Wettkämpfe“ in häuslicher Quarantäne. Dafür wurde er vom Deutschen Behindertensportverband mit dem Sonderpreis „Besondere Leistung“ bei der Wahl zum Parasportler des Jahrzehnts ausgezeichnet.

## Erfolge
national
- 2005: Internationaler Deutscher Meister (Kugelstoßen, Diskus- und Speerwurf)
- 2006: Internationaler Deutscher Hallenmeister (Kugelstoßen, Diskus- und Speerwurf)
- 2006: Internationaler Deutscher Meister (Speerwurf)
- 2006: Internationaler Deutscher Vizemeister (Kugelstoßen)
- 2006: 4. Platz Internationale Deutsche Meisterschaften (Diskus)
- 2007: Internationaler Deutscher Hallenmeister (Kugelstoßen und Speerwurf)
- 2007: Internationaler Deutscher Hallenvizemeister (Diskus)
- 2007: Internationaler Deutscher Meister (Kugelstoßen, Diskus- und Speerwurf)
- 2008: Internationaler Deutscher Hallenmeister (Kugelstoßen, Diskus- und Speerwurf)
- 2008: Internationaler Deutscher Meister (Kugelstoßen, Diskus- und Speerwurf)
- 2009: Internationaler Deutscher Hallenmeister (Kugelstoßen, Diskus- und Speerwurf)
- 2009: Internationaler Deutscher Meister (Kugelstoßen, Diskus- und Speerwurf)
- 2011: Internationaler Deutscher Meister (Speerwurf)
- 2011: Internationaler Deutscher Vizemeister (Kugelstoßen)
- 2012: Internationaler Deutscher Meister (Speerwurf)
- 2013: k. A.[21]
- 2014: k. A.[21]
- 2015: k. A.[21]
- 2016: k. A.[21]
- 2017: Deutscher Meister (Speerwurf)
- 2018: Deutscher Meister (Speerwurf)

international
- 2006: IPC-Weltmeister (Speerwurf)
- 2006: 4. Platz: IPC-Weltmeisterschaften (Kugelstoßen)
- 2006: IWAS U23-Weltmeister (Kugelstoßen, Diskus- und Speerwurf)
- 2007: 1. Platz IWAS World Games (Kugelstoßen, Diskus- und Speerwurf)
- 2008: 2. Platz Paralympische Spiele (Kugelstoßen)
- 2009: 1. Platz IWAS World Games (Diskus- und Speerwurf)
- 2009: 2. Platz IWAS World Games (Kugelstoßen)
- 2012: 7. Platz Paralympische Spiele (Speerwurf)
- 2012: IPC-Europameister (Speerwurf)
- 2013: IPC-Weltmeister (Speerwurf)
- 2013: 4. Platz IPC-Weltmeisterschaften (Kugelstoßen)
- 2014: IPC-Europameister (Speerwurf)
- 2016: IPC-Vizeeuropameister (Speerwurf)
- 2016: 5. Platz Paralympische Spiele (Speerwurf)
- 2017: 3. Platz IPC-Weltmeisterschaften (Speerwurf)
- 2018: IPC-Europameister (Speerwurf)
- 2021: IPC-Europameister (Speerwurf)

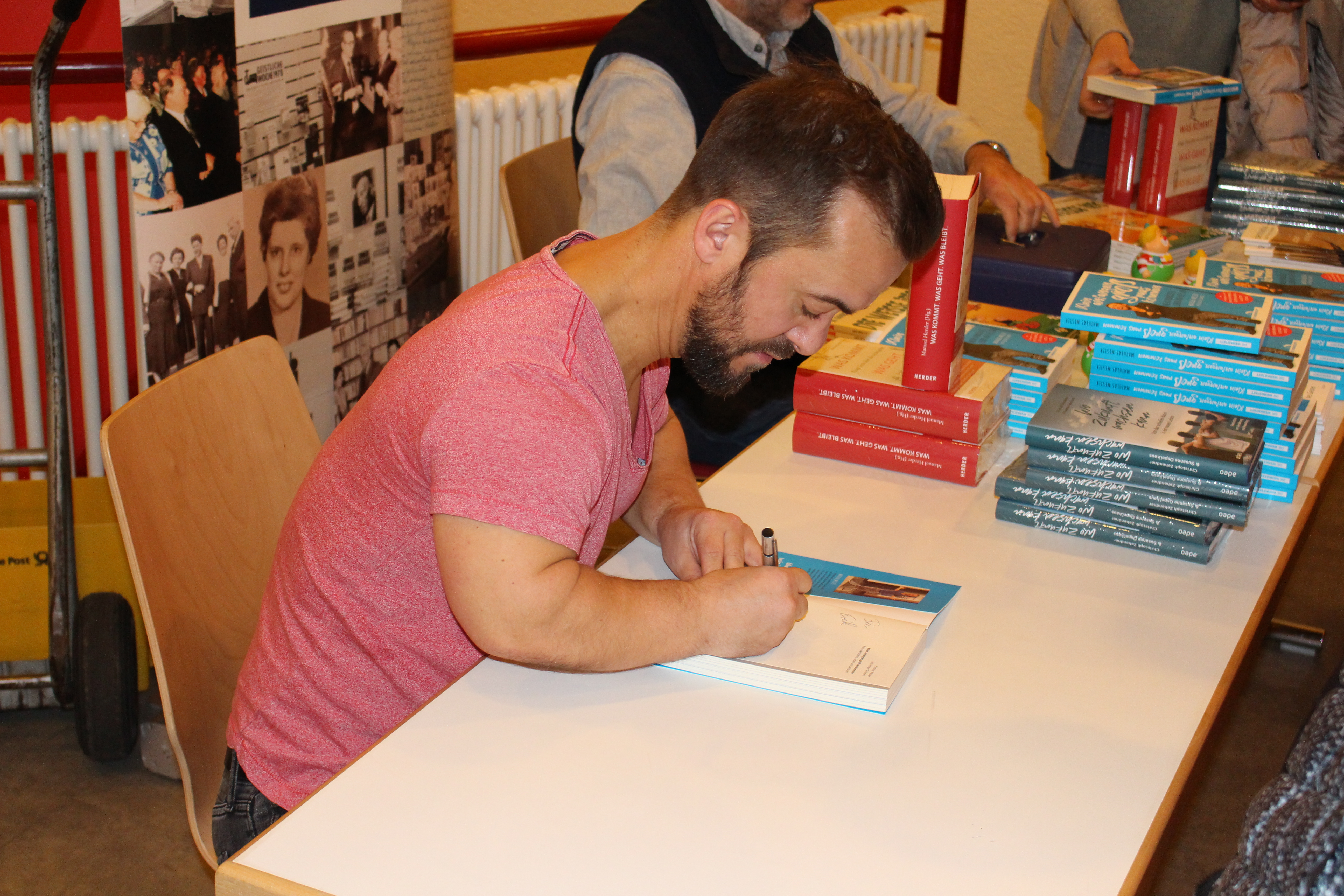
Mathias Mester signiert seine Autobiografie Klein anfangen, groß rauskommen in Mannheim (2024)

## Publikationen
- mit Holger Schmidt: Klein anfangen, groß rauskommen. Mein verrücktes Leben auf 142,5 cm. Verlag Die Werkstatt, Bielefeld 2021, ISBN 978-3-7307-0565-0.

## Videolinks
- Athlet Mathias Mester erfinderisch vom 15. Mai 2020 ∙ Landesschau Rheinland-Pfalz ∙ SWR Rheinland-Pfalz